# Nguyễn Hồng Đào
Nguyễn Hồng Đào (1920 - 6 tháng 10 năm 1962), bí danh Tư Hồ, là một nhà cách mạng Việt Nam. Ông từng giữ chức vụ Bí thư Quận ủy Tân Bình, Bí thư Tỉnh ủy Gia Định và Tư lệnh kiêm Chính ủy Quân khu Sài Gòn - Gia Định.

## Tiểu sử
Ông quê ở xã Tân Sơn Nhì, thuộc quận Gò Vấp, tỉnh Gia Định, nay là phường Tân Sơn Nhì, quận Tân Phú, Thành phố Hồ Chí Minh.
Ông tham gia cách mạng từ trước Cách mạng tháng Tám, từng được cử giữ chức vụ Bí thư Quận ủy Tân Bình. Năm 1959, ông giữ chức Bí thư Tỉnh ủy Gia Định. Năm 1960, sau khi Khu ủy Sài Gòn - Chợ Lớn được sát nhập với Tỉnh ủy Gia Định và lập thành khu Sài Gòn – Gia Định, ông được cử làm Ủy viên Ban thường vụ. Đến giai đoạn 1961 - 1962, ông trở thành Tư lệnh kiêm Chính ủy Quân khu Sài Gòn - Gia Định. Ông hi sinh ngày 6 tháng 10 năm 1962 tại Bến Cát, tỉnh Bình Dương, 42 tuổi. 

## Vinh danh
Tên ông được đặt cho một con đường tại Phường 14, quận Tân Bình và một trường trung học cơ sở tại xã Xuân Thới Sơn, huyện Hóc Môn, Thành phố Hồ Chí Minh.